# Essam Abd El Fatah
Essam Abd El Fatah (arabiska: عصام عبد الفتاح), född 30 december 1965 är en egyptisk fotbollsdomare.
Under världsmästerskapet i fotboll 2006 i Tyskland dömde Fatah endast en match – Australien mot Japan i grupp F, som slutade 3–1.